# Heliocopris beccarii
Heliocopris beccarii là một loài bọ cánh cứng trong họ Bọ hung (Scarabaeidae).